# Estádio de Asgabade
O Estádio de Asgabade (em turcomeno: Aşgabat Stadiony) é um estádio multiuso localizado em Asgabade, capital do Turquemenistão. Inaugurado em 28 de outubro de 2011, é utilizado principalmente para competições de futebol, sendo oficialmente a casa onde Ahal, Altyn Asyr e Aşgabat, clubes da capital, mandam seus jogos oficiais por competições nacionais e continentais. Sua capacidade máxima é de 20 000 espectadores.

## Histórico
Em 2009, em nome do presidente do Turquemenistão, Gurbanguly Berdimuhammedow alocou o financiamento para a construção de um estádio multiuso para eventos em 20.000 lugares. Construção liderou a empresa turca Polimeks. A abertura do estádio Asgabade foi realizada em 28 de outubro de 2011. A abertura do complexo esportivo contou com a presença do presidente do Turquemenistão Gurbanguly Berdimuhammedow. A cerimônia de abertura no novo estádio foi uma grande apresentação colorida dedicada ao dia da independência do Turquemenistão. Tudo completado com fogos de artifício tradicionais e longos.

## Infraestrutura
No complexo esportivo abrigaram um campo de futebol com relva artificial, em torno do qual foram colocados trilhas de atletismo com superfície de tartan, setores para o salto de comprimento, altura, bem como uma plataforma para competições de ginástica e treinamento. A construção do estádio é de 17 salas de prática para vários esportes.
No porão do estádio, situa-se uma quadra de tênis, ginásio para voleibol, basquete, badminton, bowling com sala de chá de ervas, treinamento de força individual, uso geral de ginástica, pista de jogging indoor, piscinas para adultos e crianças, espaço para controle de doping e medicina centro, mesmo local localizado quartos para treinadores, árbitros, comissário de fósforo, salas de massagem, chuveiros, vestiários. Para escritores de esportes, repórteres de TV, fotógrafos tem centro de imprensa, salas separadas para o trabalho, bem como espaço para conferências de imprensa, equipadas com cabines de tradução simultâneas.
No piso térreo - salão para tênis de mesa, levantamento de peso, luta livre, boxe com anéis olímpicos, ginástica, educação física e fitness, dança, moldagem, figurino para artistas, bilheteria, restaurantes e lojas. Ele também fornece rampas para cadeiras de rodas e carrinhos.
O primeiro e o segundo andar são ocupados por stands e cafeteria, armários médicos, armários, escritórios. Aqui está a galeria de exposições, um internet cafe e videohall para crianças, bem como um centro médico para atletas. Um dos setores colocados sob CIP e tribo VIP. No terceiro andar estão os serviços de televisão de cabines.
O complexo desportivo inclui um parque infantil para sessões de karting, abre os campos de treino para futebol, voleibol, basquete e quatro campos de ténis, estacionamento interior e exterior para 1252 carros.